# Улица Варзара
Улица Варзара (укр. Вулиця Варзара) — улица в Новозаводском районе города Чернигова, исторически сложившаяся местность (район) Лесковица. Пролегает от улицы Толстого  до пляжа на озере Млиновище.
Примыкают улицы Лесковицкая, Ушакова, переулок Ушакова, Бланка.

## История
Луговая улица обозначена на «Плане города Чернигова 1908 года». Луговая улица была проложена в 1-й половине 19 века, 1-й переулок Толстого — после Великой Отечественной войны. 
После вхождения в черту города Чернигова села Бобровица в декабре 1973 года, появилась ещё одна Луговая улица, которая в апреле 1974 года была переименована на улицу Рахматулина.
В 1983 году Луговую улицу и 1-й переулок Толстого объединили в единую улицу Варзара — в честь российского и советского экономиста, одного их организаторов статистического отделения Черниговской земской управы, профессора МГУ, основоположника промышленной статистики в России Василия Егоровича Варзара.
В 2016 году улица Ерёменко в исторической местности Бобровица была переименована на Луговую улицу.

## Застройка
Улица пролегает в юго-западном направлении — к озеру Млиновище — переходит в дорогу, что ведёт к улице Феодосия Углицкого. Улица расположена в пойме реки Десна. В самом начале имеет два проезда один в тупик, другой — к улице Нахимова. В конце улица имеет два проезда к улице Ушакова, один — к улице Бланка. Парная и непарная стороны улицы заняты усадебной застройкой. 
Учреждения:
1. дом № 14 — библиотека (филиал № 1 центральной городской библиотеки имени А. П. Довженко для детей).

Есть ряд рядовых исторических зданий, что не являются памятниками архитектуры или истории:  усадебные дома №№ 10, 31, 33, 39, 41, 47/2. 